# Brachylimnophila
Brachylimnophila is een ondergeslacht van het insectengeslacht Dicranophragma binnen de familie steltmuggen (Limoniidae).

## Soorten
- D. (Brachylimnophila) brevifurcum (Osten Sacken, 1860)
- D. (Brachylimnophila) brunneum (Stubbs, 2008)
- D. (Brachylimnophila) extremiboreale (Savchenko, 1978)
- D. (Brachylimnophila) garhwalense (Alexander, 1973)
- D. (Brachylimnophila) inaequale (Alexander, 1925)
- D. (Brachylimnophila) nemorale (Meigen, 1818)
- D. (Brachylimnophila) nesonemorale (Alexander, 1931)
- D. (Brachylimnophila) occidens (Alexander, 1924)
- D. (Brachylimnophila) separatum (Walker, 1848)
- D. (Brachylimnophila) subnemorale (Alexander, 1924)
- D. (Brachylimnophila) transitorium (Alexander, 1941)